# Sun Xiaofang
Sun Xiaofang es una deportista china que compitió en judo. Ganó una medalla de oro en el Campeonato Asiático de Judo de 1999, en la categoría de –63 kg.

## Palmarés internacional
| Campeonato Asiático | Campeonato Asiático | Campeonato Asiático | Campeonato Asiático |
| Año                 | Lugar               | Medalla             | Categoría           |
| ------------------- | ------------------- | ------------------- | ------------------- |
| 1999                | Wenzhou (China)     | Medalla de oro      | –63 kg              |